# Abraham Shneior
Abraham Shneior (in ebraico אברהם שניאור‎?; Palestina, 9 dicembre 1928 – 24 febbraio 1998) è stato un cestista e allenatore di pallacanestro israeliano.

## Carriera
Con Israele ha disputato i Giochi olimpici di Helsinki 1952, i Campionati mondiali del 1954 e due edizioni dei Campionati europei (1953, 1959).

## Palmarès
- Campionato israeliano: 5

Maccabi Tel Aviv: 1953-54, 1954-55, 1956-57, 1957-58, 1958-59
- Coppa di Israele: 3

Maccabi Tel Aviv: 1955-56, 1957-58, 1958-59